# Fanzine (programa de televisão)
O Fanzine foi um programa de televisão brasileiro de shows e entrevistas dirigido aos jovens. Era apresentado por Marcelo Rubens Paiva, que foi substituído em 1994 por Zeca Camargo. Foi transmitido pela TV Cultura entre 1992 e 1994. Era dirigido por Maurício Arruda. Sua direção musical ficava a cargo de Fernando Salem. Uma das cantoras fixas do programa era Natalia Barros. Entre as atrações musicais do programa, figuraram Carlinhos Brown, Paulinho da Viola, Odair José, Moraes Moreira, Herbert Vianna, Jerry Adriani e Arnaldo Antunes, entre outros.